# Arizpe
Arizpe (del idioma ópata Arǐhpa, "Lugar de hormigas bravas o coloradas") es un pueblo mexicano localizado en el centro del estado de Sonora, en la región de la Sierra Madre Occidental y cercano a la afluencia del río Sonora por ese lugar. El pueblo es la cabecera municipal y la localidad más habitada del municipio de Arizpe. Según datos del Censo de Población y Vivienda realizado en 2020 por el Instituto Nacional de Estadística y Geografía (INEGI), Arizpe cuenta con una población total de 1666 habitantes. Es también conocido como Ciudad Arizpe y Ciudad Prócer.
Fue fundado el 22 de agosto de 1646, por los misioneros jesuitas Jerónimo de la Canal e Ignacio Molarja primeramente con la categoría de misión, y era usada para evangelizar a los nativos ópatas durante la conquista de la Nueva España. Este pueblo se llegó a considerar en sus primeros años de historia como el más importante de la región del Estado de Occidente, ya que fue la primera población de este en ser nombrada ciudad. Fue elegida para ser sede de la comandancia general de las Provincias Internas en 1776, y el 12 de febrero de 1782 recibió la categoría de ciudad cuando el primer comandante general de las provincias, Teodoro de Croix, recibió un comunicado firmado por el rey Carlos III de España.
Arizpe se ubica a 210.9 km al este de Hermosillo, la capital del estado, a 218.8 km al sur de la ciudad fronteriza de Heroica Nogales, a 346 km al norte de la ciudad portuaria de Heroica Guaymas y a 464 km al norte de Ciudad Obregón. Arizpe es uno de los pueblos que se encuentran en la ribera del río Sonora y se encuentra asentado sobre la carretera estatal 89, vía por donde circula la ruta turística del Río Sonora, y el pueblo es uno de los destinos visitados por los turistas debido a su antigüedad y arquitectura.
Su nombre viene de la lengua indígena de los ópatas, originalmente Arǐhpa y se interpreta como "Lugar de hormigas bravas o coloradas". La palabra proviene de las raíces lingüísticas Arǐh, que significa "hormiga brava o colorada", y Pa, que significa "lugar".

## Historia

### Fundación como misión y primeras exploraciones
La región que hoy comprende este pueblo era habitada por los ópatas antes de la llegada de los españoles. Fue hasta el 22 de agosto de 1646 cuando los misioneros jesuitas Jerónimo de la Canal e Ignacio Molarja fundaron la misión jesuítica de Nuestra Señora de la Asunción de Arizpe mientras evangelizaban gran parte de la zona del Estado de Occidente, y Molarja fue indicado por el padre provisional Pedro de Velasco para que  dirigiera esta misión. En 1649 un gran grupo indígena de esta zona, dirigidos por un líder pima, hizo una revuelta en contra de los misioneros De la Canal y Molarja y éstos actuaron en represión logrando dominar a los pimas altos. En 1651 Molarja se fue a dirigir la misión de Cumuripa y en Arizpe se quedó a dirigir el padre Jerónimo de la Canal. En 1775 se formó una expedición de colonos, encabezada por el capitán Juan Bautista de Anza que exploraron y abrieron unas de las rutas a la Alta California fundando la ciudad de San Francisco, California y concluyó una expedición a esta zona, estableciendo así la ruta de Santa Fe, Nuevo México a Arizpe.

### Nombramiento de capital y ciudad
Casi 100 años después, en 1770 se nombró a Arizpe sede de la Intendencia de Arizpe que era parte del virreinato de Nueva España. Seis años después el rey Carlos III de España, mediante la real cédula del 22 de agosto de 1776, creó una división territorial político-militar del Imperio español llamada comandancia General de las Provincias Internas que comprendía Sonora y Sinaloa, las Californias, Coahuila, Nuevo Reino de León, Nuevo Santander, Texas, Nueva Vizcaya, y Nuevo México designando al general Teodoro de Croix como gobernador y comandante general de las provincias de Sinaloa y Sonora, las Californias y Nueva Vizcaya, se dispuso a Arizpe como sede del comandante, y en 1779 cuando el comandante llegó a aquí la nombró capital de la comandancia comenzando con esta función en 1780 un año después, creando una casa de moneda y en 1782 el Bando de San Carlos, El 12 de febrero de ese año recibe la categoría de ciudad cuando el primer comandante recibe un comunicado firmado por el rey Carlos III de España, siendo la primera localidad de Occidente con este título.

### Arizpe como cabecera municipal
El 19 de marzo de 1812 entró en vigor la constitución española de Cádiz la cual establecía que el Estado de Occidente se dividiera en municipios, y no fue hasta un año después en 1813 cuando Arizpe se promulgó por primera vez como municipio independiente junto a otros 15. Al siguiente año, en 1814, el rey Fernando VII de España disolvió estos municipios. El 24 de febrero de 1821 la intendencia de Arizpe se suprimió y pasó a denominarse provincia de Sonora y Sinaloa, por lo tanto dejó de ser capital, y de igual manera dejó de ser capital de la comandancia General de las Provincias Internas. En septiembre de 1824, después de la independencia de México y que las autoridades de esta zona juraran lealtad, se cambió la residencia de los poderes del Estado de Occidente a El Fuerte, Sinaloa; el 31 de octubre de 1825 se restableció la Constitución y Arizpe no fue renombrado municipio ya que no cumplía con el requisito de tener al menos tres mil habitantes. Seis años después, en 1831, por la nueva constitución se determinó que el estado se dividiera en ocho partidos,  entre ellos el Partido de Arizpe, el 13 de abril de 1832 por tercera orden, se dispuso que se volviera a Arizpe la capital de Occidente, perdurando como capital hasta fines de 1838 poniendo como sucesor a Ures. En 1837 la división estatal se conformó de distritos planeada por el acuerdo de la Junta departamental, y de igual manera se creó el Distrito de Arizpe, y así perduró hasta 1914 cuando el 21 de noviembre de ese año el gobernador provisional constitucionalista Benjamín Hill decretó la abolición de los distritos como parte del proceso de formación del municipio libre durante la Revolución Mexicana y se fueron gestionando los gobiernos locales. El 15 de septiembre de 1917 se nombró a Arizpe como municipio libre junto a otros 66 más poniendo a este poblado como cabecera municipal, siendo dirigido por un alcalde y cuatro regidores, y así se mantiene hasta la actualidad.

## Geografía
Véase también: Geografía del Municipio de Arizpe
El pueblo se encuentra en el centro-norte del estado de Sonora bajo las coordenadas 30°12′ de latitud norte y 110°05′ de longitud oeste del meridiano de Greenwich, a una altitud media de 833 metros sobre el nivel del mar, su zona urbana tiene una área de 1.22 kilómetros cuadrados, se ubica a 210.9 km al este de la capital sonorense Hermosillo y a 218.8 km al sur de la ciudad fronteriza de Heroica Nogales.
La localidad es cabecera de su municipio el cual colinda al norte con el municipio de Cananea, al noreste con el de Bacoachi, al este con el de Nacozari de García, al sureste con el de Cumpas, al sur con el de Banámichi, al suroeste con el de Opodepe, al oeste con el de Cucurpe y al noroeste con el de Ímuris.

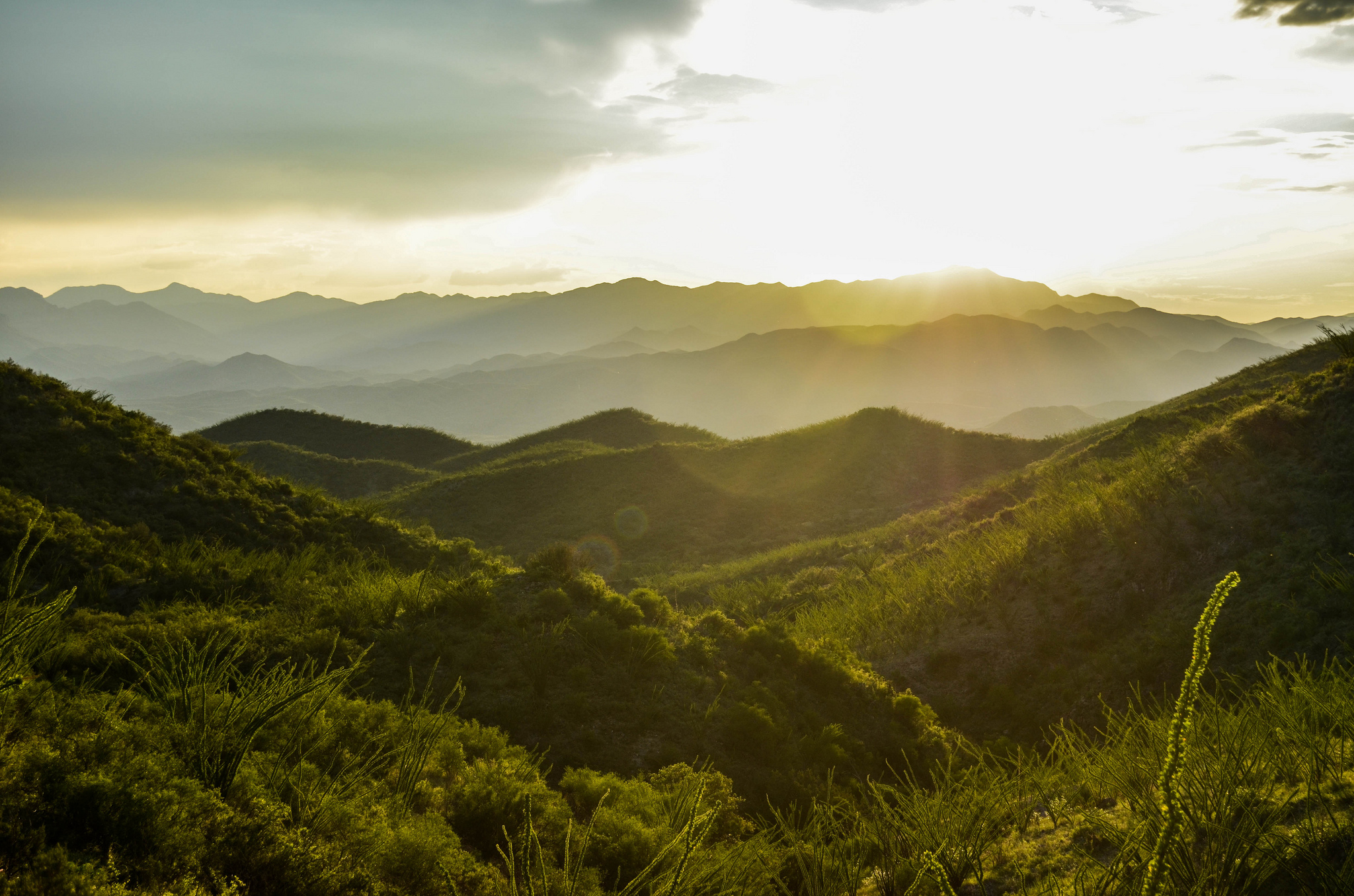
Vista de la Sierra Madre Occidental en Arizpe.

En la región oeste se encuentra la sierra San Antonio, hacia el este la sierra El Carmen y por el norte penetra hacia el extremo sur de la sierra El Manzanal. Se tienen áreas menos accidentadas hacia el centro sobre las vegas de los ríos Bacanuchi y Sonora. El río Sonora atraviesa y nace en Ojo de Agua de Arvayo en Cananea, con un caudal continuo y permanente que va a desembocar a la presa Abelardo L. Rodríguez; el río Bacanuchi nace en Milpillas, Municipio de Cananea y desemboca en el río Sonora; los arroyos más importantes son: Piedras de Lumbre, Cuevas, San Cristóbal, Agua Caliente, Basochuca, Toro Muerto, Nogalitos. Se cuenta con la presa La Cieneguita y dos represos para ser aprovechados en terrenos de agostadero.

### Clima
Arizpe cuenta con un clima seco y semicálido, con una temperatura media anual de 20 °C, una temperatura media anual máxima de 30 °C; y una media anual mínima de 11 °C. Su temperatura más alta registrada es de 48 °C y su menor registrada es de -7.6 °C. Las mayores lluvias se tienen en verano en los meses de julio y agosto con una precipitación media anual de 253 milímetros. Ocasionalmente se presentan heladas de noviembre a febrero.
| Parámetros climáticos promedio de Arizpe, Sonora (1951-2010)                    | Parámetros climáticos promedio de Arizpe, Sonora (1951-2010) | Parámetros climáticos promedio de Arizpe, Sonora (1951-2010) | Parámetros climáticos promedio de Arizpe, Sonora (1951-2010) | Parámetros climáticos promedio de Arizpe, Sonora (1951-2010) | Parámetros climáticos promedio de Arizpe, Sonora (1951-2010) | Parámetros climáticos promedio de Arizpe, Sonora (1951-2010) | Parámetros climáticos promedio de Arizpe, Sonora (1951-2010) | Parámetros climáticos promedio de Arizpe, Sonora (1951-2010) | Parámetros climáticos promedio de Arizpe, Sonora (1951-2010) | Parámetros climáticos promedio de Arizpe, Sonora (1951-2010) | Parámetros climáticos promedio de Arizpe, Sonora (1951-2010) | Parámetros climáticos promedio de Arizpe, Sonora (1951-2010) | Parámetros climáticos promedio de Arizpe, Sonora (1951-2010) |
| Mes                                                                             | Ene.                                                         | Feb.                                                         | Mar.                                                         | Abr.                                                         | May.                                                         | Jun.                                                         | Jul.                                                         | Ago.                                                         | Sep.                                                         | Oct.                                                         | Nov.                                                         | Dic.                                                         | Anual                                                        |
| ------------------------------------------------------------------------------- | ------------------------------------------------------------ | ------------------------------------------------------------ | ------------------------------------------------------------ | ------------------------------------------------------------ | ------------------------------------------------------------ | ------------------------------------------------------------ | ------------------------------------------------------------ | ------------------------------------------------------------ | ------------------------------------------------------------ | ------------------------------------------------------------ | ------------------------------------------------------------ | ------------------------------------------------------------ | ------------------------------------------------------------ |
| Temp. máx. abs. (°C)                                                            | 33.0                                                         | 39.0                                                         | 39.5                                                         | 41.0                                                         | 45.0                                                         | 48.0                                                         | 48.0                                                         | 45.0                                                         | 48.0                                                         | 44.0                                                         | 41.0                                                         | 37.0                                                         | 48.0                                                         |
| Temp. máx. media (°C)                                                           | 20.2                                                         | 22.9                                                         | 25.3                                                         | 28.9                                                         | 33.0                                                         | 38.1                                                         | 36.6                                                         | 35.0                                                         | 34.5                                                         | 30.8                                                         | 24.9                                                         | 20.6                                                         | 29.2                                                         |
| Temp. media (°C)                                                                | 11.5                                                         | 13.6                                                         | 15.5                                                         | 18.4                                                         | 22.2                                                         | 27.4                                                         | 28.2                                                         | 26.9                                                         | 25.8                                                         | 21.5                                                         | 15.7                                                         | 11.9                                                         | 19.9                                                         |
| Temp. mín. media (°C)                                                           | 2.9                                                          | 4.3                                                          | 5.7                                                          | 8.0                                                          | 11.4                                                         | 16.6                                                         | 19.7                                                         | 18.9                                                         | 17.1                                                         | 12.2                                                         | 6.4                                                          | 3.1                                                          | 10.5                                                         |
| Temp. mín. abs. (°C)                                                            | -7.5                                                         | -5.0                                                         | -3.0                                                         | 0.0                                                          | 0.0                                                          | 7.0                                                          | 10.0                                                         | 10.0                                                         | 7.0                                                          | -3.0                                                         | -7.0                                                         | -7.0                                                         | -7.5                                                         |
| Precipitación total (mm)                                                        | 26.6                                                         | 23.3                                                         | 16.1                                                         | 5.5                                                          | 4.9                                                          | 21.5                                                         | 137.3                                                        | 107.4                                                        | 45.9                                                         | 21.0                                                         | 16.3                                                         | 29.1                                                         | 454.9                                                        |
| Días de precipitaciones (≥ 0.1 mm)                                              | 2.7                                                          | 2.6                                                          | 1.9                                                          | 0.9                                                          | 0.8                                                          | 2.6                                                          | 12.0                                                         | 9.0                                                          | 4.3                                                          | 2.4                                                          | 1.6                                                          | 2.6                                                          | 43.4                                                         |
| Fuente: Servicio Meteorológico Nacional. Actualizado el 3 de diciembre de 2016. |                                                              |                                                              |                                                              |                                                              |                                                              |                                                              |                                                              |                                                              |                                                              |                                                              |                                                              |                                                              |                                                              |

## Gobierno
Véase también: Gobierno del Municipio de Arizpe
La sede del gobierno municipal yace en este pueblo donde se encuentra el palacio municipal. El ayuntamiento está integrado por un presidente municipal, un síndico, 3 regidores de mayoría relativa y 2 de representación proporcional.
El pueblo y todo su municipio pertenece al II Distrito Electoral Federal de Sonora con sede en la ciudad de Nogales y al VI Distrito Electoral de Sonora con sede en Cananea.

## Demografía
| Religiones más frecuentes (censo 2020) | Religiones más frecuentes (censo 2020) | Religiones más frecuentes (censo 2020) | Religiones más frecuentes (censo 2020) | Religiones más frecuentes (censo 2020) |
| -------------------------------------- | -------------------------------------- | -------------------------------------- | -------------------------------------- | -------------------------------------- |
| Religión                               | Religión                               |                                        | Porcentaje                             | Porcentaje                             |
|                                        |                                        |                                        |                                        |                                        |
| Católica                               | Católica                               |                                        | 96.34 %                                | 96.34 %                                |
| Cristiana/evangélica                   | Cristiana/evangélica                   |                                        | 2.1 %                                  | 2.1 %                                  |
| Ninguna                                | Ninguna                                |                                        | 1.5 %                                  | 1.5 %                                  |

Según el Censo de Población y Vivienda realizado en 2020 realizado por el Instituto Nacional de Estadística y Geografía (INEGI), el pueblo tiene un total de 1666 habitantes, de los cuales 844 son hombres y 822 mujeres, con una densidad poblacional de 1365.57 hab/km². En 2020 había 847 viviendas, pero de estas 564 viviendas estaban habitadas, de las cuales 182 estaban bajo el cargo de una mujer.
El 96.34 % de sus pobladores pertenece a la religión católica, el 2.1 % es cristiano evangélico/protestante o de alguna variante, mientras que el 1.5 % no profesa ninguna religión.

### Educación y salud
Según el Censo de Población y Vivienda de 2020; 14 niños de entre 6 y 11 años (0.84 % del total), 8 adolescentes de entre 12 y 14 años (0.48 %), 63 adolescentes de entre 15 y 17 años (3.78 %) y 9 jóvenes de entre 18 y 24 años (0.54 %) no asisten a ninguna institución educativa. 31 habitantes de 15 años o más (1.86 %) son analfabetas, 26 habitantes de 15 años o más (1.56 %) no tienen ningún grado de escolaridad, 180 personas de 15 años o más (10.8 %) lograron estudiar la primaria pero no la culminaron, 55 personas de 15 años o más (3.30 %) iniciaron la secundaria sin terminarla, teniendo el pueblo un grado de escolaridad de 8.87.
La cantidad de población que no está afiliada a un servicio de salud es de 395 personas, es decir, el 23.71 % del total, de lo contrario el 76.23 % sí cuenta con un seguro médico tanto público como privado. De acuerdo al mismo censo, 214 personas (12.85 %) tienen alguna discapacidad o límite motriz para realizar sus actividades diarias, mientras que 19 habitantes (1.14 %) poseen algún problema o condición mental.

### Población histórica
Evolución de la cantidad de habitantes desde el evento censal del año 1900:
| Año           | 1900  | 1910  | 1921  | 1930  | 1940  | 1950  | 1960  | 1970  | 1980  | 1990  | 1995  | 2000  | 2005  | 2010  | 2020  |
| Población     | 1,381 | 1,647 | 1,433 | 1,470 | 1,126 | 1,410 | 1,373 | 1,735 | 1,456 | 1,680 | 1,782 | 1,743 | 1,625 | 1,718 | 1,666 |
| Fuente: INEGI |       |       |       |       |       |       |       |       |       |       |       |       |       |       |       |

## Economía
La infraestructura comercial está integrada por 67 establecimientos de los cuales 62 son del sector privado y 5 son operados por el sistema Conasupo. Artesanalmente se trabaja la madera, produciéndose muebles de buena calidad. Los atractivos turísticos lo componen, los monumentos arquitectónicos del pueblo.

## Cultura

### Monumentos históricos
- Templo de Nuestra Señora de la Asunción, construido en 1646.
- Torre del Reloj
- Ruinas del hospital de 1780

### Sitios de interés
- Plaza Municipal
- Campos de Trabajo
- Alameda
- Vistas Panorámicas Arizpe
- Río "La Gallinita"
- Vado de Tahuichopa
- cementerio

### Deportes
El deporte más practicado es el béisbol. Cuenta con su propio estadio y participan en la Liga del Río Sonora como los Tigres de Arizpe junto con otros 8 equipos.
- Estadio Romeo Castro Durán

|                                          |
| Templo de Nuestra Señora de la Asunción. |

|                                                                 |
| La Torre del Reloj, ubicada en el centro de la plaza principal. |

|                           |
| Casa de la Cultura local. |

### Fiestas y celebraciones
- 3-4 de abril: Caravana del Recuerdo;
- 24-25 de junio: Día de San Juan;
- 15 de agosto: Fiesta patronal de la Virgen de la Asunción;
- 4 de octubre: Fiesta de San Francisco de Asís;
- 13-15 de noviembre: Festival del Río Sonora;[22]

## Vías y medios de comunicación
La principal vía de comunicación terrestre es la carretera estatal 89, Mazocahui–Cananea. Actualmente en la cabecera municipal se cuenta con servicio telefónico de larga distancia automática. El servicio de transporte de pasajeros con corridas diarias hacia Hermosillo y Cananea. Además se cuenta con una caseta de Telégrafos y Correos.